# Francisco Alcaraz
Francisco Alcaraz (4 d'octubre de 1960) és un exfutbolista paraguaià.

## Selecció del Paraguai
Va formar part de l'equip paraguaià a la Copa del Món de 1986.